# Сборная Либерии по футболу
Сборная Либерии по футболу представляет Либерию на международных футбольных турнирах и в товарищеских матчах. Управляющая организация — Либерийская футбольная ассоциация. Либерия ни разу не проходила квалификацию на чемпионат мира. На Кубок африканских наций
Либерия отбиралась дважды.

## Чемпионат мира по футболу
- 1930 — 1962 — не участвовала
- 1966 — отказалась от участия
- 1970 — 1978 — не участвовала
- 1982 — 1990 — не прошла квалификацию
- 1994 — отказалась от участия по ходу квалификации
- 1998 — 2022 — не прошла квалификацию

## Кубок африканских наций
- 1957 — 1965 — не участвовала
- 1968 — не прошла квалификацию
- 1970 — 1974 — не участвовала
- 1976 — не прошла квалификацию
- 1978 — не участвовала
- 1980 — не участвовала
- 1982 — не прошла квалификацию
- 1984 — забрала заявку
- 1986 — не прошла квалификацию
- 1988 — не прошла квалификацию
- 1990 — не прошла квалификацию
- 1992 — забрала заявку
- 1994 — не прошла квалификацию
- 1996 — групповой этап
- 1998 — не прошла квалификацию
- 2000 — не прошла квалификацию
- 2002 — групповой этап
- 2004 — 2023 — не прошла квалификацию